# Chemin Scotch
Le chemin Scotch est une route nord-sud d'importance historique qui traverse les contreforts escarpés des montagnes des Laurentides de Grenville-sur-la-Rouge, Québec, Canada.
Il se déplace à partir de sa jonction vers le sud de l'autoroute 50  et la route 148 près de Grenville, jusqu'à la jonction nord du Chemin Harrington, près de Harrington.
Pour son histoire, le chemin Scotch était la principale voie de transport entre le village de Grenville et le village minier de Kilmar situé dans les montagnes sur le long de la rivière des Outaouais entre Ottawa et Montréal.
Le nom "Scotch Road" provient du grand nombre d'immigrants écossais qui ont défriché la région pour des exploitations agricoles et la coupe de bois au début du XIXe siècle et du XXe siècle.
À son apogée, l'emplacement du chemin Scotch avait une population considérable qui permit la construction d'un bureau de poste et d'une école anglaise pour les enfants des colons écossais-canadienne. 
Le cimetière du chemin Scotch, niché dans la forêt à mi-chemin sur la route, détient un grand nombre des colons écossais qui sont décédés durant cette période, avec des noms notables de McPhee, Cameron, McVicar, McGillivary, McHardy, et quelques autres noms écossais.
Récemment, le chemin Scotch est tombé en délabrement sévère en raison du sous-investissement historique dans le réseau routier et d'une paralysie politique il y a quelques années au sein du gouvernement municipal de Grenville-sur-la-Rouge. Avec 160 km de chemins à maintenir sur un territoire grand comme l'Ile de Laval, les quelque 3 000 résidents de Grenville-sur-la-Rouge ont de la difficulté à se tenir à jour.  Le ministère des transports du Québec a voulu transformer le chemin en route de camionnage lourd pour la cimenterie de Kilmar et pour des promoteurs de carrières et sablières, mais le ministère de l'Environnement a mis un arrêt à la construction en raison des entorses aux règles de protection de l'environnement.  La destruction de la surface de la route a été augmenté de façon significative ces dernières années par un taux de croissance de l'achalandage des adeptes de quad et de motocross extrême, le tout en contravention des règlements municipaux, ainsi que par la construction occasionnelle de barrages de castors. En raison de sa situation isolée, cette voie publique est devenue une route populaire pour la culture illégale et le transport de marijuana pour les consommateurs d'Ottawa, de Gatineau, et de Montréal. 
Malgré les préoccupations des résidents et des autorités de lutte contre les incendies locaux, les risques pour la sécurité publique posés par le délabrement continu de la route et des autres routes régionales ont été jusqu'à présent peu intéressants pour les responsables municipaux de Grenville-sur-la-Rouge.